# جيري سوندكويست
جيري سوندكويست (بالإنجليزية: Gerry Sundquist)‏ هو ممثل بريطاني، ولد في 6 أكتوبر 1955 بمانشستر في المملكة المتحدة، وتوفي في 1 أغسطس 1993 بلندن في المملكة المتحدة.

## وصلات خارجية
- جيري سوندكويست على موقع IMDb (الإنجليزية)
- جيري سوندكويست على موقع قاعدة بيانات الفيلم (الإنجليزية)